# 세이프가드
세이프가드(safeguard)는 가트 19조 규정에 의거하여 특정상품 수입이 격증하고 국내의 경합산업에 큰 타격을 줄 경우 일시적으로 발동시킬 수 있는 긴급 수입제한 조치를 말한다. 무역상의 제한을 가맹국에 부과하지 않는다는 점이 가트의 원칙이나 세이프 가드는 그 예외로 인정되어 있다. 세이프가드와 반덤핑제도로써 비교하자면, 제소가 있는경우와 없는 경우로써 나뉜다.
세계 무역 기구(WTO)에서 회원국은 자국 내 생산에 위협을 줄 수 있는 수입 증가로부터 자국 산업을 보호하기 위해 제품의 수입을 일시적으로 제한하는 등 세이프가드 조치를 발행할 수 있다.
WTO와 UNFCCC의 개념은 국제법 안에 관계되어 있다.

## 예시
서비스 분야에서는 서비스 무역에 관한 일반협정(GATS)에 규정된 대로 일부 세이프가드 조치가 적용될 수 있다.
지역 무역 협정에는 세이프가드와 관련된 자체 규칙이 있다. 세이프가드가 성공적으로 사용된 한 가지 예는 리히텐슈타인이 유럽연합과의 EEA 협정에서 세이프가드 조치를 사용하여 이민을 제한하는 보다 영구적인 협정이 마련될 때까지 유럽연합으로부터의 이민을 제한한 경우이다. 
북아일랜드 의정서 제16조는 브렉시트 이후 북아일랜드, 영국, 유럽연합의 관계에 영향을 미치는 보다 광범위한 세이프가드 조치이다.

## 같이 보기
- 세계무역기구